# Harriet Lane
Harriet Rebecca Lane Johnston  (Franklin County (Pennsylvania), 9 mei 1830 - Washington D.C., 3 juli 1903) was de nicht van Amerikaans president James Buchanan. Doordat Buchanan nooit getrouwd was, werd zij de first lady van het land tijdens zijn ambtstermijn tussen 1857 en 1861.
Harriets familie kwam van Franklin County in Pennsylvania. Ze was het jongste kind van Elliott Tole Lane en Jane Buchanan. Toen ze negen was, overleed haar moeder en twee jaar later ook haar vader. Ze vroeg of haar favoriete oom, James Buchanan, haar voogd mocht worden. Hij was een ongehuwde senator en werd de voogd van Harriet en haar zuster. Ze werden naar kostscholen in Charleston en later Georgetown, deel van Washington D.C. gestuurd. James werkte nu in Washington als staatssecretaris en zorgde ervoor dat Harriet geïntroduceerd werd in de hogere kringen.
In 1854 vervoegde ze zich bij James in Londen en ontmoette daar koningin Victoria. Na de triestheid onder de administratie van Franklin Pierce verwelkomde de hoofdstad maar wat graag de nieuwe "democratische koningin" in het Witte Huis in 1857. Harriet was een populaire gastvrouw tijdens de vier jaar durende ambtstermijn van haar oom. Vrouwen kopieerden haar haarstijl en klederdracht, vele kinderen uit die tijd werden naar haar vernoemd en er werd zelfs een populair lied voor haar geschreven: "Listen to the Mockingbird". Ze streefde voor betere levensomstandigheden voor de indianen in reservaten. Ze inviteerde ook vele artiesten en muzikanten in het Witte Huis. Door zowel haar populariteit als haar werken wordt ze als eerste van de moderne first lady’s bestempeld.
Door de spanningen in het land omtrent het afschaffen van de slavernij en sommige staten die zich van de Unie afscheurden, werkte ze aan de tafelschikking van haar wekelijkse diners zodat politieke vijanden zeker niet bij elkaar in de buurt zouden zitten.
Na de ambtstermijn van James Buchanan ging ze samen met hem naar Lancaster, Pennsylvania.
Al sinds haar tienerjaren had ze verschillende aanbidders en ze wachtte tot ze bijna 36 jaar was om te trouwen. Met haar ooms toestemming koos ze voor Henry Elliott Johnston, een bankier uit Baltimore. 18 jaar later waren haar oom, haar man en de twee kinderen die ze van hem had, overleden.
Daarna besloot ze naar Washington te verhuizen. Ze verzamelde een heuse kunstcollectie, voornamelijk Europees werk. Na haar dood liet ze haar verzameling aan de regering.
Ze gaf ook een genereuze dotatie om een tehuis voor invalide kinderen in Baltimore te bouwen. Het werd een bekende pediatrische kliniek, de Harriet Lane Outpatient Clinic, die duizenden kinderen helpt.
Martha Washington ·
Abigail Adams ·
Martha Jefferson Randolph ·
Dolley Madison ·
Elizabeth Kortright Monroe ·
Louisa Adams ·
Emily Donelson ·
Sarah Yorke Jackson ·
Angelica Van Buren ·
Anna Harrison ·
Letitia Tyler ·
Priscilla Tyler ·
Julia Tyler ·
Sarah Polk ·
Margaret Taylor ·
Abigail Fillmore ·
Jane Pierce ·
Harriet Lane ·
Mary Lincoln ·
Eliza Johnson ·
Julia Grant ·
Lucy Hayes ·
Lucretia Garfield ·
Mary McElroy ·
Rose Cleveland ·
Frances Cleveland ·
Caroline Harrison ·
Mary Harrison McKee ·
Ida McKinley ·
Edith Roosevelt ·
Helen Taft ·
Ellen Wilson ·
Edith Wilson ·
Florence Harding ·
Grace Coolidge ·
Lou Hoover ·
Eleanor Roosevelt ·
Bess Truman ·
Mamie Eisenhower ·
Jacqueline Kennedy ·
Lady Bird Johnson ·
Pat Nixon ·
Betty Ford ·
Rosalynn Carter ·
Nancy Reagan ·
Barbara Bush ·
Hillary Clinton ·
Laura Bush ·
Michelle Obama ·
Melania Trump ·
Jill Biden ·
Melania Trump
- Bibliothèque nationale de France: cb126500742 (data)
- International Standard Name Identifier: 0000 0000 2442 8029
- Library of Congress Control Number: n78093745
- SNAC: w6vh5nz2
- Virtual International Authority File: 20950660
- WorldCat: E39PBJkHpfjVMvtvTcXfDPmyBP